# Unixliknande

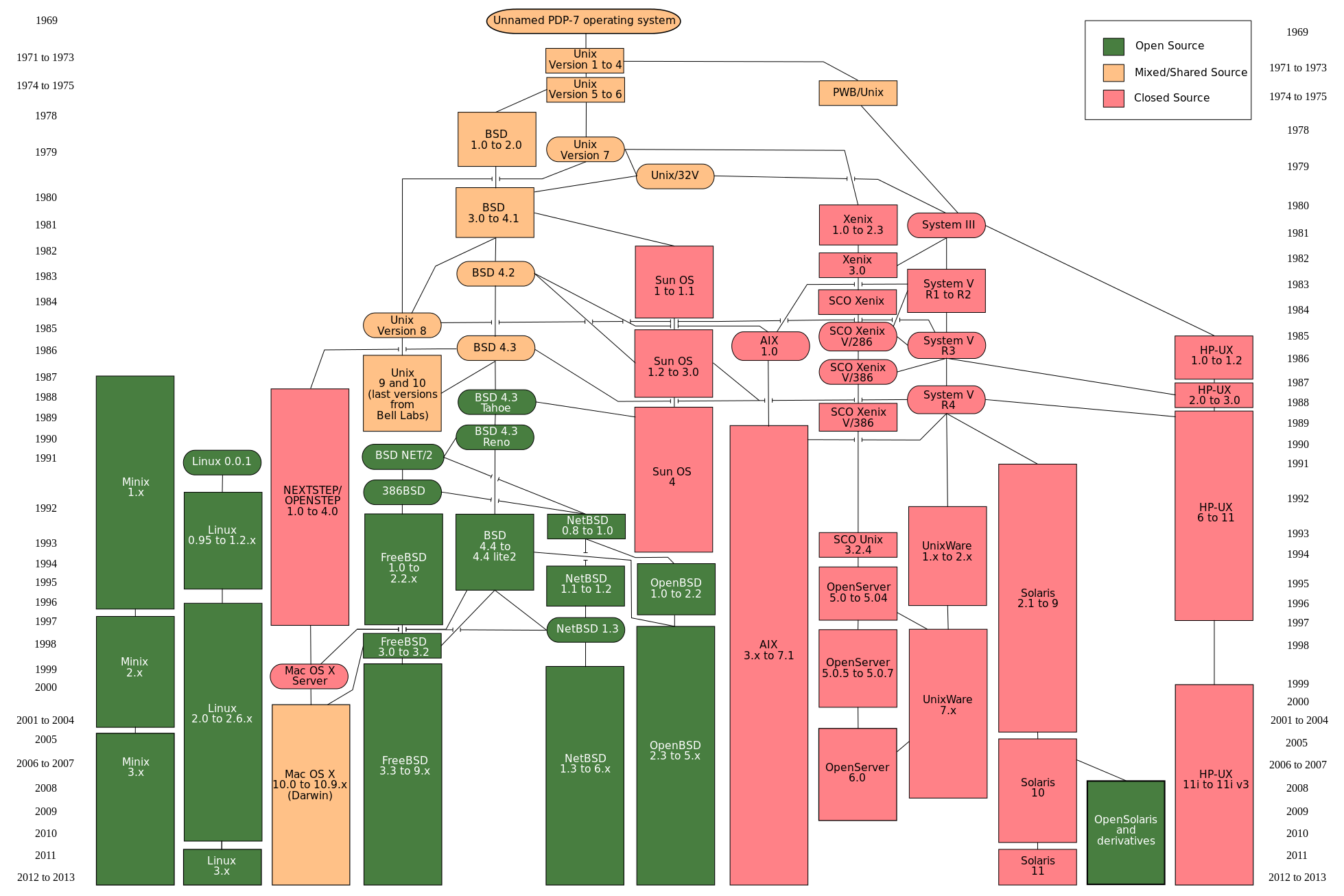
Diagram över släktskapen mellan flera unixliknande system.

Ett unixliknande operativsystem (ibland kallat UN*X eller *nix) är ett som beter sig och fungerar likt systemet Unix, men som inte nödvändigtvis uppfyller alla officiella eller inofficiella krav för att få kallas Unix. Vanliga exempel som nämns idag brukar vara GNU/Linux och de olika varianterna av BSD. Mac OS är sedan 2007 certifierat som ”äkta” UNIX, versioner 10.0–10.4 är ”unixliknande”.
The Open Group äger varumärket UNIX® och hanterar specifikationen Single UNIX Specification, vilket ett operativsystem kan certifieras mot och får då rätten att bära namnet UNIX (med stora bokstäver). I dagligt tal används dock ofta "Unix" som en allmän beskrivning av ett operativsystem med vissa karaktärsdrag, ungefär som Vespa används som synonym för skoter, eller Jacuzzi för massagebadkar. Jokernamnet *nix används ofta i informella sammanhang för att beteckna unixliknande operativsystem. Detta kan ses som ett sätt att demonstrativt kringgå åtgärder som ämnar skydda varumärket.